# 小林愛里香
小林 愛里香（こばやし えりか、1996年6月30日 - ）は、日本の元女優。元劇団東俳所属。

## 出演

### テレビドラマ
- 砂の器（2004年、TBS） - 成瀬あさみ（幼少）役
- 光とともに…〜自閉症児を抱えて〜（2004年、日本テレビ） - 藪下琴美 役
- あいのうた（2005年、日本テレビ） - 松田洋子（幼少） 役
- 雨と夢のあとに（2005年、テレビ朝日） - 桜井雨（幼少） 役
- DRAMA COMPLEX ダイエットの女王・鈴木その子（2006年4月25日、日本テレビ） - 鈴木その子（幼少） 役
- 紅の紋章（2006年、フジテレビ） - 北原玲子（幼少） 役
- 土曜ワイド劇場 逆転!!弁護士事務所（2006年、テレビ朝日） - 上条亜紀 役
- 怨み屋本舗（2006年、テレビ東京）
- 帰ってきた時効警察 第1話（2007年、テレビ朝日） - 榎田美紗子（幼少） 役
- おいしいごはん 鎌倉・春日井米店（2007年、テレビ朝日） - 春日井楓（幼少） 役

### 映画
- Dear Friends（2007年2月3日公開） - 高橋リナ（幼少） 役

### CM
- ユニー（2005年）
- キヤノン セルフィー（2005年）
- ケンタッキーフライドチキン 1000円パック（2006年）
- マクドナルド ハッピーセット エンジェルブルー篇（2007年）
- パナソニック　（当時：松下電器） Panasonic VIERA（2007年）